# Beauchamps
Beauchamps é uma comuna francesa na região administrativa da Normandia, no departamento Mancha. Estende-se por uma área de 4,08 km². Em 2010 a comuna tinha 425 habitantes (densidade: 104,2 hab./km²).